# 레이캬네스

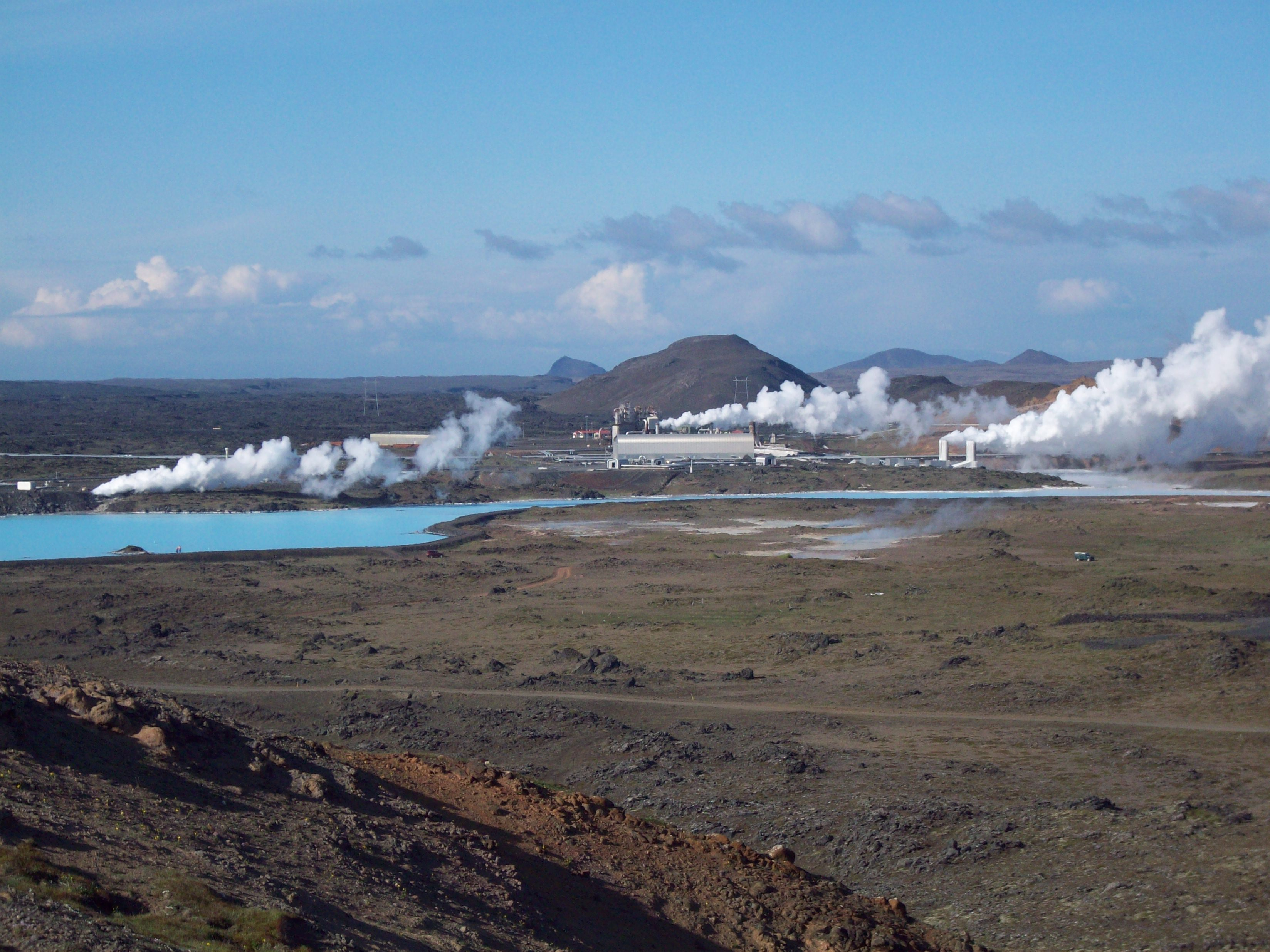

레이캬네스(Reykjanes)는 아이슬란드 쉬뒤르네스의 남서부 끝자락에 위치한 작은 갑(岬)이다.

## 레이캬네스 화산
레이캬네스 화산(Reykjanes Volcano)은 아이슬란드의 레이캬네스반도에 위치한 활화산이다. 또 다른 활화산인 크리수빅 화산과는 이웃해 있다.
화산 활동이 있어 지열 발전소가 발달하였으며 군누베르 화산은 이 화산의 일부이다. 실제 군누베르에서는 강력한 진흙 분출이 일어나 새로운 분출구를 형성하였으며, 지금도 활발한 화산 활동이 나타나고 있다. 1926년 마지막으로 분화한 기록이 있으며 분화구들이 매우 많은 Crater Rows 형태이다.